# Devakottai
Devakottai là một thành phố và khu đô thị của quận Sivaganga thuộc bang Tamil Nadu, Ấn Độ.

## Địa lý
Devakottai có vị trí 9°57′B 78°49′Đ / 9,95°B 78,82°Đ Nó có độ cao trung bình là 52 mét (170 feet).

## Nhân khẩu
Theo điều tra dân số năm 2001 của Ấn Độ, Devakottai có dân số 40.846 người. Phái nam chiếm 49% tổng số dân và phái nữ chiếm 51%. Devakottai có tỷ lệ 80% biết đọc biết viết, cao hơn tỷ lệ trung bình toàn quốc là 59,5%: tỷ lệ cho phái nam là 85%, và tỷ lệ cho phái nữ là 75%. Tại Devakottai, 10% dân số nhỏ hơn 6 tuổi.